# Atta silvae
Atta silvae är en myrart som beskrevs av Goncalves 1983. Atta silvae ingår i släktet Atta och familjen myror. Inga underarter finns listade.